# Episodi di Orphan Black (quarta stagione)
La quarta stagione della serie televisiva Orphan Black è trasmessa in prima visione dalla rete televisiva canadese Space e dal network statunitense BBC America dal 14 aprile al 16 giugno 2016.
In Italia la stagione è stata interamente pubblicata su Netflix il 6 luglio 2016.
Tutti i titoli degli episodi sono tratti dalle opere di Donna Haraway.
| nº | Titolo originale                  | Titolo italiano                          | Prima TV originale | Prima TV Italia |
| -- | --------------------------------- | ---------------------------------------- | ------------------ | --------------- |
| 1  | The Collapse of Nature            | Il crollo della natura                   | 14 aprile 2016     | 6 luglio 2016   |
| 2  | Transgressive Border Crossing     | Attraversamento trasgressivo del confine | 21 aprile 2016     | 6 luglio 2016   |
| 3  | The Stigmata of Progress          | Le stigmate del progresso                | 28 aprile 2016     | 6 luglio 2016   |
| 4  | From Instinct to Rational Control | Dall'istinto al controllo razionale      | 5 maggio 2016      | 6 luglio 2016   |
| 5  | Human Raw Material                | Materiale umano grezzo                   | 12 maggio 2016     | 6 luglio 2016   |
| 6  | The Scandal of Altruism           | Lo scandalo dell'altruismo               | 19 maggio 2016     | 6 luglio 2016   |
| 7  | The Antisocialism of Sex          | L'antisocialismo del sesso               | 26 maggio 2016     | 6 luglio 2016   |
| 8  | The Redesign of Natural Objects   | La riprogettazione di oggetti naturali   | 2 giugno 2016      | 6 luglio 2016   |
| 9  | The Mitigation of Competition     | L'alleviamento della competizione        | 9 giugno 2016      | 6 luglio 2016   |
| 10 | From Dancing Mice to Psychopaths  | Dai topi danzanti agli psicopatici       | 16 giugno 2016     | 6 luglio 2016   |

## Il crollo della natura
- Titolo originale: The Collapse of Nature
- Diretto da: John Fawcett
- Scritto da: Graeme Manson

### Trama
Un clone misterioso, chiamato M.K., fa una soffiata a Beth riguardo a una coppia che sta seppellendo il cadavere di un uomo nel bosco.
Beth avverte il distretto e con Art scopre che l'uomo in questione è un amante delle modificazioni corporee e quindi, probabilmente, un neoluzionista. Inoltre l'uomo presenta la guancia destra asportata chirurgicamente.
Allora Beth si intrufola nel club di Olivier, il 'Neolution', per cercare informazioni, ma nessuno sembra disposto ad aiutarla tranne una donna incinta.
Decide allora di avvicinare il dottor Leekie, volto del neoluzionismo, ma lui finge di non sapere come aiutarla.
Beth, da mesi consapevole dell'esistenza dei cloni e molto scossa, fa uso di droghe e di alcol, vuole aiutare Alison a imparare a difendersi con le armi e insiste perché lei paghi a Cosima il trasferimento nell'Università più vicina, ma Alison le ricorda che da quel momento dovrà gestire lei il fondo spese.
Inoltre cerca di capire il motivo per cui Paul, di cui lei è innamorata, non voglia stare con lei ma comunque continui a rimanere, quindi installa a casa delle telecamere per controllarlo.
M.K., il clone misterioso, sembra costantemente preoccupata, tanto da comunicare con Beth solo a distanza, con le sue abilità da hacker. La avverte del fatto che un neoluzionista è infiltrato nel dipartimento di polizia, rendendo Beth sempre più paranoica.
La notte, dopo aver litigato con Paul e avergli quasi sparato, Beth raggiunge Art e in lui trova un vero partner, tanto che i due finiscono a letto insieme.
Beth però riceve la telefonata della donna incinta che le spiega che il suo ragazzo si è fatto impiantare un dispositivo elettronico nella guancia e ora vuole che glielo rimuovano, ma sembra sparito nel nulla. Beth va a cercarlo e trova la coppia dell'inizio e un suo collega del dipartimento mentre effettuano l'asportazione chirurgica della guancia dell'uomo.
Capisce allora che M.K. aveva ragione, ma viene sorpresa e quindi è costretta a fuggire: nella fuga viene avvicinata da una civile e, per paura, le spara, uccidendola.
In preda alle allucinazioni e allo sgomento, amplificato dalle droghe, Beth chiama Art, che per salvarla mette il telefono in mano alla civile, Maggie Chen, e poi i due contattano il dipartimento, che metterà Beth sotto esame e a controllarla sarà proprio il collega infiltrato.
Beth incontra finalmente M.K. e ora può capire il motivo per cui l'amica sia tanto diffidente e spaventata.
Alla fine dell'episodio torniamo al tempo attuale: ci troviamo a tre mesi dalla reunion di Sarah e Kira.
Durante la notte Sarah riceve una telefonata di Art che le passa proprio M.K. che la avverte che i neoluzionisti le hanno trovate e stanno venendo a prenderle.

## Attraversamento trasgressivo del confine
- Titolo originale: Transgressive Border Crossing
- Diretto da: John Fawcett
- Scritto da: Russ Cochrane

### Trama
Sarah e Siobhan discutono sulla necessità di fuggire o meno, quando Kira nota dei veicoli sconosciuti in avvicinamento. Allora Siobhan incendia la casa e tutti partono per tornare in città.
In loro assenza, Alison si è presa cura della famiglia mentre Donnie si occupa di Helena, accompagnandola alle ecografie per la gravidanza, facendola passare per sua moglie. Si scopre che Helena aspetta due gemelli e Alison, pur essendo felice per lei, è molto triste perché lei e Donnie non hanno potuto concepire figli.
Felix sembra irraggiungibile poiché è rimasto colpito dalla rivelazione che Sarah, essendo clone di Kendall, risulta in qualche modo imparentata con Siobhan, mentre lui è l'unico 'escluso'. Allora ha cercato la sua famiglia originale, ma ha paura delle reazioni che potrebbero avere gli altri.
Al loro arrivo, Sarah, Siobhan e Kendall si ritrovano nella nuova base, nascosta nel seminterrato di un negozio di giochi per nerd, dove nessuno andrebbe casualmente. Lì ritrovano Scott e Cosima che è ancora ammalata, non avendo trovato un vettore per la terapia genica. Inoltre è molto depressa dal momento che non ha idea di dove sia Delphine e sente che le è capitato qualcosa di brutto.
Sarah e Art si dirigono a casa di Beth per capire il motivo per cui aveva nascosto l'esistenza di M.K. e scoprono che aveva installato le telecamere per spiare Paul. Scoprono inoltre delle sue indagini sui neoluzionisti, così Sarah decide di contattare Felix per farsi accompagnare al club di Olivier.
Lì incontra un uomo sconosciuto, che la scambia per M.K. e le fa vedere un video di un uomo con uno strano vermetto tecnologico installato nella guancia. Cercando di rimuovere l'essere, esso attiva un meccanismo di difesa che uccide l'individuo.
Sarah rimane sconvolta e l'uomo scopre di non avere davanti M.K., ma lei fugge dal club, abbandonando per l'ennesima volta Felix che aveva provato a parlarle della sua famiglia biologica, non trovando però il supporto che si aspettava.
Mentre Art scopre che una sera Beth aveva indossato una parrucca bionda, probabilmente per nascondere la propria identità, e che era in contatto con la donna incinta, Sarah viene contattata da M.K. in una lavanderia e la ringrazia per averla salvata. Le chiede inoltre di parlarle di ciò che lei e Beth avevano scoperto, ma M.K. si rifiuta, dicendole che la cosa la ucciderebbe proprio come ha fatto con Beth. 
Le racconta però dell'ultimo incontro con Beth, la sera in cui aveva indossato la parrucca, dove l'aveva trovata con le mani insanguinate.
Quando Sarah sta per andare via, viene raggiunta dalla coppia che aveva seppellito il ragazzo nel bosco. I due controllano che sia Beth o meno, scoprendo di no, e le controllano anche la guancia, facendole capire che quando era prigioniera al Dyad le hanno installato un larva-bot.
Avendo visto il video nel locale, Sarah, terrorizzata, torna al rifugio, controllando Kira, che sembra sempre più nervosa a causa della situazione e del comportamento della madre, e facendosi controllare da Siobhan, che nota effettivamente la presenza del bot.

## Le stigmate del progresso
- Titolo originale: The Stigmata of Progress
- Diretto da: Ken Girotti
- Scritto da: Aubrey Nealon

### Trama
Rachel, tenuta all'oscuro della sua posizione, fa fisioterapia per tornare a camminare. Un clone Castor diverso da tutti gli altri, Ira, cresciuto con Susan Duncan, si prende cura di lei, mentre a tenerle compagnia è la piccola Charlotte. Quando Rachel scopre che Charlotte segue dei corsi studio online le chiede di mandare in segreto un messaggio a Ferdinand perché lui venga a cercarla.
Siobhan chiede aiuto ai suoi contatti per trovare un medico che sappia operare Sarah mentre lei cerca con Art informazioni sull'uomo del video che l'amico di M.K., Dizzie, le ha fatto vedere. 
Anche Alison e Donnie decidono di dare una mano, riesumando il dottor Leekie dal garage in cui lo avevano seppellito, convinti che anche lui avesse l'impianto installato. Quando scoprono di avere ragione, informano Cosima che rimane sconvolta dalla rivelazione. Nel frattempo due poliziotti arrivano a casa Hendrix per indagare sull'omicidio di Pauchy e la sua famiglia: Helena si finge Alison e, con l'aiuto di Donnie riesce a persuaderli della loro innocenza.
Sarah cerca di informare Felix, ma scopre che ha contattato sua sorella biologica, Adele, e rimane molto colpita, tanto da litigare con lui. Inoltre Sarah non è tranquilla perché anche Kira sembra arrabbiata con lei dal momento che non è riuscita ad avvertire in tempo Cal della partenza e perché continua a mentirle.
Si dirige allora a casa di Dizzie per sapere di più sul bot e lui le parla della sua teoria: è impiantato nella guancia per essere più vicino al cervello.
Art trova una pista sull'uomo del video e indirizza Sarah in uno studio dentistico dove lei si intrufola, venendo scambiata per Beth da una dottoressa che si dimostra sua amica e prova a toglierle il bot dalla guancia. Alla fine però si rivela una neoluzionista e solo grazie all'arrivo di Ferdinand Sarah riesce a salvarsi.
Quest'ultimo, ricevuto il messaggio di Rachel, ha contattato Siobhan e ha stretto un accordo con lei.
Kira, rimasta sola con Cosima, le rivela di aver avuto una specie di visione di loro che davano fuoco a Sarah perché lei stava perdendo il controllo.
Rachel alla fine riesce a scoprire la verità da Susan: i progetti Leda e Castor servono per creare l'essere umano perfetto attraverso il controllo dell'evoluzione.

## Dall'istinto al controllo razionale
- Titolo originale: From Instinct to Rational Control
- Diretto da: Peter Stebbings
- Scritto da: Alex Levine

### Trama
Rachel scopre che Charlotte è ammalata e propone a Susan di curarla con la terapia genica, ma lei le propone di scegliere autonomamente cosa fare per Charlotte, vagliando i pro e i contro della sua condizione.
Alla fine Rachel decide di non curarla perché i suoi dati da ammalata potrebbero aiutare le altre Leda, mentre la terapia potrebbe rivelarsi inutile.
Alison viene fermata dalla donna incinta che aveva aiutato Beth che, scambiandola proprio per la poliziotta, la accusa di aver indagato sulla clinica per cui aveva fatto da surrogata, la 'LifeSpring Fertility'.
Dietro invito di Sarah, Alison si dirige sul luogo e viene aiutata da Felix, che ha raggiunto una tregua con la madre e la sorella adottive, e Donnie che si fingono due novelli sposi che vogliono adottare un bambino dal progetto 'Brightborn' che garantisce la nascita di neonati più forti e più in salute di quelli concepiti naturalmente.
L'argomento tocca Alison, già provata dalla gravidanza di Helena a cui Donnie ha consigliato di affrontare la situazione con cautela per non ferire Alison. Helena decide allora di seppellire i suoi ovuli congelati in giardino e di andare via da casa Hendrix.
Nel frattempo Sarah, avendo saputo da Ferdinand che Susan Duncan è ancora viva, chiede a M.K. di cercarla perché in cambio Ferdinand la aiuterà a liberarsi del bot.
M.K. scopre che Ferdinand è l'uomo che, ad Helsinki, ha provocato l'epurazione di sei cloni e delle loro famiglie, inclusa Niki, l'amica di M.K., bruciata viva da una perdita di gas in casa.
M.K., pur rimanendo ferita, è riuscita a sopravvivere e per vendicarsi decide di hackerare il telefono di Sarah, conducendo con l'inganno Ferdinand a casa di Beth, dove l'uomo si siede su una sedia con una bomba incorporata.
Sarah, aiutata da Dizzy, scopre tutto appena in tempo e raggiunge casa di Beth, convincendo M.K. a lasciare perdere, non prima che questa abbia completamente ripulito il conto in banca a Ferdinand. Per ripagare quest'ultimo del salvataggio dallo studio dentistico, Sarah fa disinnescare la bomba da Siobhan, salvandolo.
Cosima e Scott, analizzando il volto putrefatto del dottor Leekie, scoprono che il bot è sopravvissuto e che è dotato di proteine capaci di modificare il DNA dell'ospite.
Rachel scopre che Susan sta per lasciare il luogo in cui è rinchiusa poiché ha scoperto che lei ha contattato Ferdinand, probabilmente rivelando la sua posizione.

## Materiale umano grezzo
- Titolo originale: Human Raw Material
- Diretto da: David Wellington
- Scritto da: Kate Melville

### Trama
Krystal Goderitch si allena duramente in palestra per potersi difendere da ogni attacco dopo aver subito l'aggressione di Rudy e Seth.
Sarah decide di prendersi una giornata libera per stare un po' con Kira, nella speranza che lei le parli del sogno che ha raccontato a Cosima. Nel frattempo scopre che la società con cui Felix ha conosciuto Adele è legata al neoluzionismo, quindi fa esaminare a Scott dei campioni di DNA di entrambi per avere la certezza che Adele sia davvero parte della famiglia e non una spia. Quando Felix lo scopre le tensioni tra i due aumentano fino a quando Scott annuncia che i due sono davvero fratelli. Sarah, molto turbata, si scusa con Adele mentre Siobhan le da il benvenuto in famiglia.
Cosima e Donnie decidono di partecipare all'evento esclusivo di Brightborn e incontrano Evie Cho, una collaboratrice del dottor Leekie, a capo del progetto.
Sul luogo si presenta anche Krystal, tecnicamente perché interessata ad avere un bambino, in realtà per indagare sul Dyad e i suoi affiliati.
All'Istituto Fertility si presenta anche Susan Duncan, accompagnata da Ira, che si scopre essere il suo amante. Quando Evie riconosce un clone Leda in Krystal, avverte Susan, che però incontra Cosima che la riempie di domande sul progetto Brightborn, riuscendo a rubarle il badge in un momento di distrazione.
Cosima si infiltra nel reparto chirurgico e scopre che alcune donne vengono profumatamente pagate come surrogate per portare in grembo quelli che dovrebbero essere i bimbi perfetti del progetto, ma che in realtà rischiano di nascere con gravi malformazioni.
Donnie, scoperta la presenza di Krystal, cerca di carpirle alcune informazioni, fingendosi un massaggiatore, ma la sua copertura cede quando Krystal nomina Delphine e lui si fa sfuggire di conoscerla, spaventando la ragazza, che lo picchia e fugge. Viene raggiunta dalla sicurezza, che la scambia per Cosima, portandola da Evie, ma Susan rivela lo scambio di persona e, visto che non rappresenta una vera minaccia, la fa andare via.
Cosima invece riesce ad assistere a un intervento in cui una madre, in preda al dolore, dà vita a una creatura con gravi difetti fisici e ne rimane sconvolta, soprattutto viste le ambiguità morali e salutari della clonazione e della sperimentazione umana di cui lei stessa patisce le conseguenze.
Viene raggiunta allora da Susan, che cerca di persuaderla a consegnarle il genoma originale perché altrimenti, visto l'insuccesso della terapia genica, morirebbe, e lei lo sa.
Art viene minacciato da Duko, l'infiltrato neoluzionista nel distretto che aveva minacciato anche Beth, che gli rivela che gli Hendrix sono degli spacciatori e che la polizia sta indagando al riguardo e vista la somiglianza tra Alison e Beth, a lui converrebbe rimanerne fuori.
Kira, per far capire alla madre che non è sola, le racconta finalmente che i suoi non sono sogni, ma il possesso di una forte empatia fuori dal comune, in quanto riesce a percepire la profondità della tristezza di Cosima, la rabbia di Rachel, la solitudine di Helena e i sentimenti di tanti altri cloni che loro neppure conoscono.
Infine aggiunge di percepire anche ciò che prova Sarah.

## Lo scandalo dell'altruismo
- Titolo originale: The Scandal of Altruism
- Diretto da: Grant Harvey
- Scritto da: Chris Roberts

### Trama
Cosima, dopo aver saputo che Kendall ha la leucemia, pensa a un piano geniale: il primo globulo bianco di Kendall ammalatosi, contenente solo il DNA Leda, si è poi diviso per mitosi producendo tanti cloni identici. Consegnando solo tale materiale genetico a Susan, le impedirebbero di curare anche i Castor, ma solo le Leda. In cambio Evie asporta il bot di Sarah, assistita da Cosima che le consegna anche la sua ricerca condotta con Delphine e Scott.
Art finge di aver colto l'avvertimento di Duko, ma in centrale incontra Krystal in procinto di fare un'accusa pseudo fondata contro il Dyad, in quanto ha solo capito che in quel luogo avvengono cose brutte, ma non esattamente la loro natura.
Art viene raggiunto da Felix, che si spaccia per un detective di Scotland Yard per giustificare il furto del portafogli di Krystal, e i due cercano di tranquillizzarla fin quando lei non nomina Delphine dicendo di aver visto esattamente cosa le è accaduto. Dopo aver prelevato il sangue a Kendall, Sarah trova una pozza di sangue davanti a casa di Felix e capisce che sono stati traditi: all'inizio Siobhan, furiosa e preoccupata, accusa Susan, tenendola prigioniera, dopodiché inizia a pensare che sia stato Ira a far rapire Kendall, offeso perché non avrebbe ricevuto la cura. Sarah va a cercare Ira, ma lo trova in overdose nella camera d'albergo, così è Susan a capire la verità: la colpevole è Evie che vuole distruggere i cloni, invidiosa e desiderosa di successo grazie ai suoi impianti biotech che sono sempre stati messi in secondo piano.
In tutto questo si scopre finalmente la verità su Beth: la notte in cui aveva indossato la parrucca, era stata condotta con l'inganno a un evento esclusivo proprio da Evie, perché potesse uccidere Susan, l'unica che ha davvero avuto sempre a cuore i cloni. Dopo averle puntato la pistola in testa e aver ascoltato le sue preghiere, Beth aveva deciso di risparmiare Susan, attaccando invece Evie che le disse che vista la sua eccessiva conoscenza della situazione, l'avrebbe costretta a uccidere Alison e Cosima se non si fosse tolta la vita. Dopo averla picchiata violentemente, Beth si era diretta alla stazione dove poi aveva compiuto il suicidio.
Evie porta Cosima in una campagna abbandonata dove incontra Kendall, rapita da Duko, che prima di venire uccisa le confessa il suo orgoglio per tutte le sue 'figlie' e il suo profondo affetto per Siobhan.
Cosima rimane sconvolta dalla brutale uccisione di Kendall, il cui corpo viene poi dato alle fiamme e, per farla soffrire ancora di più, Evie le comunica che Delphine è stata uccisa in un parcheggio tre mesi prima, lasciandola a terra in preda al dolore.
Cosima avverte Sarah mentre Scott scopre che tutti i dati sui PC alla base sono stati eliminati da un virus: questo segnerà l'inevitabile morte di tutti i soggetti Leda e Castor provati dalla malattia.

## L'antisocialismo del sesso
- Titolo originale: The Antisocialism of Sex
- Diretto da: David Frazee
- Scritto da: Nikolijne Troubetzkoy e Graeme Manson

### Trama
Siobhan accusa Sarah di aver provocato la morte di Kendall e le dice che è sempre stata e sarà un'orfana.
Sarah, sentendosi esattamente così, va via di nuovo, lasciando persino Kira.
Susan torna da Rachel e finalmente le dice la verità: si trovano sull'isola del dottor Moreau, la patria del neoluzionismo fondato da un certo Percy Westmoreland, vissuto nel XX secolo.
Inoltre Susan è pronta a ritirarsi in pensione, accettando di essere stata sconfitta da Evie Cho che adesso controlla tutti gli istituti associati al Dyad.
Evie si rivela inoltre malata a causa delle numerose terapie subite nella sua vita, ma il suo medico le consiglia di utilizzare uno dei dispositivi del suo stesso progetto.
Alison e Donnie organizzano la festa di compleanno per la piccola Gemma, ma, alla fine della serata, la polizia arriva e arresta Donnie per spaccio, spinta da Duko che, minacciato e picchiato da Art, furioso per ciò che è accaduto, vuole vendicarsi.
Cosima, disperata per le morti di Kendall e di Delphine, di cui si sente responsabile, svela a Scott di aver rubato il larva-bot di Sarah e i due iniziano a studiarlo.
In un momento di distrazione dell'amico, Cosima si chiude in laboratorio e decide di impiantarsi il bot che potrebbe però avere o conseguenze negative, uccidendola, o positive, rivelando in che modo curare le sue sorelle.
Nel frattempo Sarah si ubriaca e droga in un bar, iniziando ad avere visioni di Beth perché si sente molto simile a lei. Viene raggiunta da Dizzy che cerca di tenerla sotto controllo, e i due finiscono per baciarsi a casa sua, ma poi litigano perché lui scopre che Sarah non ha più il bot e vorrebbe sapere come ha fatto a liberarsene, ma Sarah non vuole parlarne.
In uno stato profondamente allucinogeno, Sarah raggiunge la stazione dei treni e inizia a parlare col fantasma di Beth, che la prende in giro, dicendole che non sarebbe nemmeno in grado di farla davvero finita.
Kira percepisce la disperazione della madre e dice a Siobhan che vuole 'seguire Beth', facendola allarmare.
Felix decide allora di intervenire, riuscendo a convincere Sarah a non buttarsi sotto i treni.
Inoltre è sempre Felix a impedire a Cosima di impiantarsi il bot, svelandole che Krystal ha visto che Delphine è stata sì ferita, ma poi raggiunta da degli strani individui che l'hanno portata via mentre era ancora viva.
Rachel svela a Charlotte che sta per morire e cerca di convincere Susan a non mollare perché vuole stare al suo fianco a capo del progetto Leda.
Mentre scende per le scale, Rachel cade, battendo la testa sul lato dell'occhio cibernetico, e inizia a vedere delle immagini assurde di un cigno che però non è lì presente, come le dice Ira.
Mentre gioca a Minecraft, Kira viene contattata da M.K.

## La riprogettazione di oggetti naturali
- Titolo originale: The Redesign of Natural Objects
- Diretto da: Peter Mohan
- Scritto da: Claire Welland

### Trama
Donnie è in prigione e Felix decide di chiamare in suo aiuto la sorella Adele, che è un'avvocatessa anche se è stata radiata per essersi presentata ubriaca in tribunale.
Donnie viene avvicinato da un uomo che si rivela un neoluzionista, in carcere anche lui con l'unico scopo di tenerlo d'occhio mentre Duko minaccia Alison di fare uccidere il marito se lei non gli dirà il luogo in cui si nasconde Sarah.
Siobhan non riesce a superare la morte della madre, quindi decide di andare a cercare Duko per ucciderlo. Proprio quando gli sta puntando contro da lontano il fucile di precisione, scopre dell'incontro tra l'uomo e Alison e riesce quindi ad avvertire Sarah, immaginando il ricatto.
Felix decide di aiutare Alison perché è sicuro che dentro di sé Alison non tradirebbe mai Sarah, neppure per proteggere il suo amato Donnie. Insieme decidono di ingannare Duko: Alison gli comunica che Sarah sarà al negozio di fumetti quella sera così potrà rapirla.
Duko segue le istruzioni, comunque sicuro di sé perché il suo uomo in prigione sta minacciando Donnie, ma quando entra nel negozio viene accerchiato da Sarah, Art e Siobhan che lo costringono a lasciare in pace Donnie. La signora S. vuole essere lasciata sola e, dopo averlo interrogato e aver scoperto che Evie Cho vuole fare fuori Sarah perché rappresenta una minaccia per il suo lavoro con i bot, che vuole impiantare nel maggior numero di persone possibile facendoli passare per tecnologie mediche, uccide Duko a sangue freddo, sorridendo dopo amareggiata ma vagamente soddisfatta.
Cosima, dopo aver scoperto che Delphine è ancora viva, sembra rinvigorita e le viene in mente un'idea per riprendere la ricerca sulla cura: avendo perso il genoma originale potrebbero comunque ricrearlo fecondando un ovulo di Sarah con lo sperma di Ira. M.K. rintraccia una telefonata tra Susan ed Evie Cho e scopre quindi l'esistenza dell'isola. Dopo averne parlato con Sarah, che ha deciso di passare oltre il danno da lei creato con Ferdinand, M.K. mette in contatto Cosima e Susan e le due decidono di far spostare Cosima sull'isola per avere accesso a migliori tecnologie.
Rachel, che continua ad avere assurde visioni del cigno e ora anche di un uomo sconosciuto, sembra tramare qualcosa e alla fine chiede alla madre di poter lavorare con Sarah perché ha a cuore le sorti delle Leda.
Mentre Siobhan si chiede come mai M.K. si sia fatta risentire dopo gli ultimi avvenimenti, si scopre che la ragazza si è ammalata proprio come Cosima.

## L'alleviamento della competizione
- Titolo originale: The Mitigation of Competition
- Diretto da: David Frazee
- Scritto da: Alex Levine

### Trama
Rachel arriva in città con Ira per collaborare con Sarah e Art. Insieme scoprono che due madri surrogate del progetto Brightborn, Tabitha e Kendra, sono fuggite dalla clinica e sono adesso ricercate per conto di Evie che vuole eliminarle perché sono a conoscenza del suo segreto e in possesso di un video che mostra come nella clinica alcuni bambini nascano con gravi malformazioni e per questo ricevono l'eutanasia.
Quando Tabitha viene trovata morta, Art capisce subito che non si è trattato di suicidio ma di omicidio e, grazie all'aiuto di Trina, la donna incinta che aveva aiutato Beth, Sarah rintraccia Kendra.
Kendra racconta la sua storia, dicendo di aver assistito per caso all'eutanasia e di aver fatto il video, ma ha troppa paura per i suoi figli, soprattutto per il neonato che ha avuto con Brightborn che è nato cieco, per confessare la follia di Evie.
Rachel, stanca di perdere tempo, minaccia Kendra, convincendola a testimoniare, mentre si dirige da Evie facendole credere di volerla aiutare a uccidere Sarah a patto di tornare ai piani altri del Dyad.
In tutto questo Evie si confida con lei, ammettendo di praticare l'eutanasia e la nascita di bambini malformati, senza però sapere che Rachel la sta riprendendo.
Durante la conferenza in cui Evie dovrebbe annunciare che il progetto dei larva-bot ha avuto l'approvazione, Rachel divulga il video, rovinandole gravemente la reputazione.
Nel frattempo Helena, che fino a ora ha vissuto da sola in un parco, torna a casa di Felix e lì incontra Adele, già parecchio sorpresa dal fatto che Alison le sia stata indicata come la 'gemella di Sarah', ma adesso totalmente sconvolta dalla rivelazione di una terza 'gemella'. Adele vuole delle spiegazioni, ma Felix le dice che non sarà lui a rovinarle la vita con quella loro storia folle e pericolosa, quindi lei rispetta la sua decisione e va via.
Helena scopre nel frattempo le ultime peripezie degli Hendrix e si avvia a casa loro, raggiungendoli appena in tempo: Evie, preoccupata della scomparsa di Duko, ha mandato uno scagnozzo da Alison per minacciarla di infettarla con un bot mal funzionante se non gli dirà cosa Sarah ha fatto al poliziotto.
Helena, assistendo alla scena, non ci pensa un attimo e lo uccide scoccando una freccia, con immensa gioia di Donnie.
Cosima, sull'isola, lavora con Susan e scopre delle informazioni su P.T. Westmoreland, il creatore del neoluzionismo che la portano a indagare ancora di più la moralità che può esserci o meno dietro l'utilizzo delle biotecnologie. Cosima stringe amicizia con la piccola Charlotte che le racconta del luogo in cui si trovano, facendole vedere un disegno dell'isola: Cosima capisce che essa è molto più grande di quanto sembri, e che probabilmente c'è molto da scoprire.
Rachel continua ad avere visioni e alla fine capisce che qualcuno, chi è in contatto col suo occhio, sta cercando di farle scoprire qualcosa: si scopre che l'isola è abitata da altre persone che vivono in un vero e proprio accampamento e una di queste persone non è altro che Delphine.

## Dai topi danzanti agli psicopatici
- Titolo originale: From Dancing Mice to Psychopaths
- Diretto da: John Fawcett
- Scritto da: Graeme Manson

### Trama
L'episodio inizia con un flashback: Delphine, giunta nel parcheggio, viene colpita al ventre da uno sparo, e, finalmente, scopriamo che è stato Martin Duko a premere il grilletto. Nel frattempo Krystal, per proseguire le indagini, ha deciso di seguire Delphine per avere risposte e così si ritrova nel parcheggio nel momento della sparatoria. È proprio grazie al suo telefono che inizia a squillare se Duko fugge prima di poter dare il colpo di grazia a Delphine.
Krystal interviene allora per aiutarla ma sopraggiunge un furgone, da cui viene fuori il dottor van Lier che cerca in tutti i modi di salvare Delphine, caricandola sul furgone e portandola poi sull'isola dove viene salvata da un uomo.
Dopo il flashback torniamo al tempo attuale:
Cosima riesce a trovare la cura, ma Susan desidera attuare nuovamente il progetto della clonazione.
Quando Cosima lo scopre, affronta la donna, dicendole di non essere intenzionata a collaborare, allora Susan la rinchiude in una stanza e le taglia le comunicazioni con Sarah.
Nel frattempo Ian Van Lier, il dottore di Evie, deve occuparsi di tenere alto il nome della Brightborn nonostante i danni causati da Rachel. Krystal, riconoscendolo in tv, contatta Felix per aggiornarlo su ciò che ê accaduto a Delphine, ma in cambio vuole sapere la verità. Allora avviene uno scambio di informazioni e Sarah si mostra a Krystal, dicendole la verità.
Successivamente Sarah, travestendosi da Krystal, raggiunge van Lier e lo obbliga a dirle tutto ciò che sa: in questo modo scopre che Susan vuole ripetere la clonazione.
Alison e Donnie invece si ritrovano a vivere con Helena nel bosco in cui lei si era rintanata.
Nel frattempo Rachel incontra Ferdinand, con cui stabilisce il nuovo piano d'azione: fa credere a Susan di volerla incontrare al consiglio della neoluzione, ma in realtà ne organizza in segreto un altro, mettendo in panchina Ira e assumendo il controllo del nuovo progetto di clonazione.
Susan, sentendosi tradita, avverte Cosima e le permette di fuggire con Charlotte. Prima di partire, in segreto, Cosima ruba una fialetta della cura.
Rachel atterra sull'isola e, dopo una discussione madre figlia in cui Susan le dice che è il suo più grande fallimento, Rachel la accoltella.
Anche Sarah decide di partire per l'isola, ma quando arriva trova delle tracce di sangue in casa e viene distratta da Susan che, agonizzante, le dice che Rachel è impazzita.
Proprio Rachel attacca Sarah alle spalle, picchiandola col bastone e infilzandole la coscia con un coltello da cucina.
Susan fa cadere Rachel e con le ultime forze le punta contro una pistola, distraendola e dando modo a Sarah di fuggire, seppur con molta difficoltà.
Rachel decide di risparmiare la madre perché dopotutto è merito suo se è guarita e le rivela che senza le visioni del suo occhio non avrebbe capito come comportarsi. Susan capisce allora che a controllare Rachel, con le visioni, non è altri che P.T. Westmoreland, che si rivela essere ancora vivo dopo un secolo. Rachel riceve una chiamata da Von Lier che le comunica che Westmoreland è pronto a vederla.
Sarah chiama Siobhan per farsi aiutare, ma a rispondere è Ferdinand che sta minacciando lei e Kira.
Cosima e Charlotte si perdono nella foresta e, stremate dal freddo e dalla malattia, che è ormai a un passo dall'uccidere Cosima, si fermano.
A trovarle è l'uomo delle visioni di Rachel che le accompagna al villaggio, lasciando Cosima davanti a una casa da cui arriva un'incredula Delphine che finalmente può riabbracciarla. Cosima, in uno stato febbricitante, crede di avere una delle sue visioni di morte, ma Delphine la rassicura dicendole che non le permetterà di morire.
Al risveglio, Cosima, ancora totalmente estasiata per averla finalmente ritrovata, le confessa di aver trovato la cura. Delphine la avverte di tenere quel segreto per sé perché sull'isola bisogna fare molta attenzione.